# Артерија
Артерије (грч. ἀρτηρία / artēria — „душник”, „артерија”) су крвни судови који носе крв од срца. Иако већина артерија носе крв богату кисеоником, постоје два изузетка за ово правило: плућне и умбиликалне артерије. Ефективни волумен артеријске крви (EABV) је она екстрацелуларна течност (ECF) која се налази у артеријском систему.
Циркулаторни систем је виталан за одржање живота. За његово нормално функционисање је одговорно допремање кисеоника и нутријената свим ћелијама, као и отклањање угљен-диоксида и отпадних продуката, одржавање оптималне pH вредности и циркулација протеина и ћелија имуног система. У развијенијим земљама, два водећа узрока смрти су, инфаркт миокарда (срчани удар) и цероброваскуларни инсулт (мождани удар), која оба могу бити директан резултат артеријског система који је споро и прогресивно оштећен детериорацијом. (Види артериосклероза.)

## Опис
Артеријски систем је део крвотока под притиском. Артеријски притисак варира између највишег притиска током контракције, званог систолни притисак, и минималног дијастолног притиска између контракција, када се срце шири и поново пуни. Варијација у притиску артерија производи пулс који се може приметити на свакој артерији, и он је одраз срчане активности. Артерије такође помажу да срце пумпа крв. Артерије носе оксигенизовану крв од срца до ткива, осим пулмонарних артерија које носе крв до плућа ради оксигенације. (Вене носе дезоксигенизовану крв до срца.)

## Анатомија
Анатомија артерија може бити подељена на бруто анатомију, на макроскопском нивоу, микроскопску анатомију, која може једино бити проучавана помоћу микроскопа.

### Бруто анатомија
Артеријски систем људског тела подељен је на системске артерије, које носе крв од срца према целом телу и плућне артерије, које носе дезоксигенизовану крв од срца према плућима.

#### Системске артерије
Системске артерије су артерије системског крвотока, које су део циркулаторног система, које носе оксигенизовану крв од срца до других делова организма, и враћају дезоксигенизовану крв назад у срце.

#### Плућне артерије
Плућне артерије су артерије плућног крвотока, који је део циркулаторног система који носи дезоксигенизовану крв од срца у плућа.

### Микроскопска анатомија
Крајњи горњи слој је познат као tunica externa, такође познат и као tunica adventitia, и сачињен је од везивног ткива којег чине колагенска влакна. Унутар овог слоја налази се tunica media или media, која је направљена од глатких мишићних ћелија и еластичног ткива (такође званог правилно везивно ткиво). Најдубљи слој, који је у директном контакту са протоком крви је tunica intima, уобичајено позната као intima. Овај слој је сачињен углавном из ендотелијумских ћелија. Издубљена унутрашња шупљина у којој протиче крв зове се лумен.

## Врсте артерија

### Плућне артерије
Плућне артерије носе дезоксигенизовану крв из срца у плућа, где ће угљен-диоксид бити замењен за кисеоник.

### Системске артерије
Системске артерије могу бити потподељене на две врсте — мишићне и еластичне — према релативном саставу еластичног и мишићног ткива у њиховој tunica medi-ји, као и њиховој величини и према томе од чега је сачињена унутрашња еластична плочица. Велике артерије (>10 mm у пречнику) обично су еластичне и мале (0,1-10 mm); теже да буду мишићне. Системске артерије допремају крв до артериола, а потом до капилара, где су хранљиве материје и гасови размењени.

### Аорта
Аорта је коренска системска артерија. Прима крв директно од леве коморе срца преко аортног вентила. Како се аорта грана, и ове артерије се гранају заузврат, оне постају приметно мање у пречнику, до артериоле. Артериоле снабдевају капиларе који се заузврат празне у венуле. Прве артерије које се гранају од аорте су коронарне артерије, које допремају крв до самог срчаног мишића. Оне су праћене гранањем аортног свода, наиме брахиоцефаличком, левом главном каротидом, и левом субклавијалном артеријом.

### Артериоле
Артериоле, најмање праве артерије, помажу у регулацији крвног притиска, помоћу различитих контракција глатких мишића њихових зидова, и допремају крв до капилара.

### Артериоле и крвни притисак
Артериоле имају највећи збирни утицај на локални проток крви и укупни крвни притисак. Оне су примарне „подесиве млазнице“ у крвном систему, кроз које настаје највећи пад притиска. Комбинација срчаног учинка (каријалног учинка) и системског васкуларног отпора, који се односи на збирни отпор свих артериола у организму, главни су одређивачи артеријског крвног притиска у било којем тренутку.

### Капилари
Капилари су најмањи крвни судови и део су микрокрвотока. Капилари имају ширину једне ћелије у пречнику, што им омогућава брзо и лако вршили дифузију гасова, шећера и хранљивих материја у околним ткивима.

#### Функције капилара
Капилари немају околних глатких мишића и пречника су мањег од еритроцита; црвено крвно зрнце обично има 7 микрометара у спољњем пречнику, док је код капилара 5 микрометара обично унутрашњи пречник. Еритроцити морају бити искривљени да би прошли кроз капиларе.
Мали пречници капилара обезбеђују релативно велику површинску област за размену гасова и хранљивих материја.

#### Улоге капилара
Капилари су одговорни за:
- размену угљен-диоксида за кисеоник у плућима,
- размену кисеоника, угљен-диоксида, хранљивих и отпадних материја у ткивима,
- ослобађање отпадних материја из бубрега, да би биле избачене из организма,
- прикупљање хранљивих материја из танког црева и ослобађање отпада.

## Ембриони развој
Формирање артерија почиње када ендотелијалне ћелије почну да изражавају гене специфичне за артерије, као што су Ефрин Б2.